# Barcelona School of Economics
Die Barcelona School of Economics, gebräuchliche Kurzform BSE, ist eine unabhängige universitäre Forschungseinrichtung zur Graduiertenbildung in Barcelona, Spanien. Sie wurde im Juli 2006 als Exzellenzinitiative von vier akademischen Institutionen gegründet (Universität Pompeu Fabra, Autonome Universität Barcelona, dem Institut für Wirtschaftsanalysen des spanischen Forschungsrats (IEA-CSIC) und dem Zentrum für Forschung in internationaler Ökonomie) deren Ansehen, Fakultäten und Strukturen die Master-Programme der BSE untermauern. Zudem wird die Hochschule von fünf privaten Institutionen gefördert und unterstützt, der Agbar-Gruppe, der FemCAT-Stiftung und den Banken Banc Sabadell, Caixa de Catalunya und la Caixa. Die BSE wird ebenfalls von der Consolider-Ingenio 2010-Initiative der spanischen Regierung gefördert, ausgerufen um exzellente Forschung zu honorieren.
Die Hochschule wurde im Oktober 2006 von der katalanischen Regionalregierung als eine Stiftung für höhere Bildung anerkannt.

## Forschung und Lehre
Die BSE bietet eine Reihe akademischer Postgraduierten-Abschlüsse in Ökonomie, Finanzen un Data Science an. Diese Abschlüsse sind durchweg internationaler Natur und ziehen eine internationale Studentenschaft an. Im akademischen Jahr 2012/13 war 92 % der Studentenschaft internationale Studenten (41 % Nicht-Europäer) und 42 % der fest angestellten Dozenten waren Nicht-Spanier (79 % promovierten außerhalb Spaniens). 44 % der Absolventen im Jahr 2012 nahmen im Anschluss an die Master-Ausbildung ein PhD-Promotionsstudium auf oder begannen eine Tätigkeit in der Wissenschaft. Die Forschung wird in enger Zusammenarbeit mit den vier Gründungsinstitutionen durchgeführt und wird durch die spanische und katalanische Regierung als Elite-Universität gefördert. Sie wird von einem 30-köpfigen wissenschaftlichen Beirat in Lehr- und Forschungsfragen beraten, dem 11 Nobelpreisträger angehören. Der Treuhänderausschuss wird von Joaquín Almunia, dem spanischen EU-Kommissar, geleitet.
Mitglieder des wissenschaftlichen Beirats
- Daron Acemoğlu, MIT
- Ann Krueger, The Johns Hopkins University
- Aloisio Pessoa de Araújo, IMPA and Fundação Getulio Vargas (Rio de Janeiro)
- Robert E. Lucas, University of Chicago, Nobelpreisträger
- Kenneth Arrow, Stanford University, Nobelpreisträger
- Charles F. Manski, Northwestern University
- Orley Ashenfelter, Princeton University
- José María Maravall, Center for Advanced Study in the Social Sciences (Madrid)
- Jürgen Basedow, Max-Planck-Institut
- James Mirrlees, University of Cambridge, Nobelpreisträger
- Richard W. Blundell, University College London
- Juan Pablo Nicolini, Universidad Torcuato di Tella (Buenos Aires)
- Robert Cooter, University of California, Berkeley
- Robert Post, Yale University
- Mathias Dewatripont Université Libre de Bruxelles
- Edward C. Prescott, University of Arizona, Nobelpreisträger
- Jacques Drèze, Université Catholique de Louvain
- John Roberts, Stanford University
- Raquel Fernández, New York University
- Paul A. Samuelson, MIT, Nobelpreisträger
- Oliver Hart, Harvard University
- Thomas Sargent, New York University
- James Heckman, University of Chicago, Nobelpreisträger
- Reinhard Selten, Universität Bonn, Nobelpreisträger
- Bengt Holmström, MIT
- Christopher Sims, Yale University
- Matthew O. Jackson, Stanford University
- Robert M. Solow, MIT, Nobelpreis
- Daniel Kahneman, MIT, Nobelpreis
- Joseph E. Stiglitz, Columbia University, Nobelpreisträger
- Timothy J. Kehoe, University of Minnesota
- Fabrizio Zilibotti, University of Zürich

Forschungsranking
Im auf RePEc-Daten basierenden Ranking wird die Barcelona School of Economics derzeit als drittwichtigste Wirtschaftsfakultät in Europa hinter der London School of Economics und der University of Oxford geführt.

## Mitwirkende Institutionen
Mit der Aufrechterhaltung von engen Zusammenarbeiten mit ihren Gründungsmitgliedern in Forschung und Lehre, versucht die Barcelona GSE von deren hohen Reputation zu profitieren. Die Institutionen, die an der Gründung der Barcelona GSE beteiligt waren, sind:
- Die Universität Pompeu Fabra (UPF), eine öffentliche Universität. Die Universität hat 9.000 Studenten und einen Lehrapparat von ungefähr 1.000 Dozenten. Die UPF wurde kürzlich, anhand einer Studie des Spanish Economic Review, an Nummer 1 unter Spaniens Wirtschaftsfakultäten gesetzt.

- Die Autonome Universität Barcelona (UAB) mit mehr als 50.000 Studenten, 3.000 Personen in akademischen and forscherischen Laufbahnen und 100 Postgraduiertenprogrammen ist die UAB eine der größten Universitäten Spaniens. Die Einheit für Wirtschaftsanalysen wird generell als eine von Spaniens wichtigsten auf diesem Gebiet angesehen.

- Das Institut für Wirtschaftsanalysen (Institute for Economic Analysis) (IAE) ist Teil des Spanischen Wissenschaftsrates (CSIC) und wurde 1985 auf dem Campus der UAB eingerichtet.

- Das Zentrum für Forschung in internationaler Ökonomie (Centre for Research in International Economics) (CREI) ist ein 1993 von der UPF und der katalanischen Regionalregierung gegründetes Forschungsinstitut.

Das BSE Research Network (CREA) wird von der katalanischen Regionalregierung unterstützt, um exzellente Forschung und einen Rahmen für Forschungsgruppen in Katalonien anzubieten.

## Campus
Die BSE hat zwei Campus: den Ciutadella Campus der UPF und den Bellaterra Campus der UAB. Vier Masterprogramme sind dem Ciutadella Campus der Universität Pompeu Fabra im Zentrum Barcelonas zugeordnet (MSc. in Economics, MSc. in Finance, MSc. in Competition and Market Regulation, MSc. in International Trade, Finance, and Development), während zwei Masterprogramme auf dem Campus der Autonomen Universität Barcelonas gelehrt werden (MSc. in the Economics of Science and Innovation, MSc. in Macroeconomic Policy and Financial Markets).

## Alumni-Netzwerk
Die BSE unterhält ein internationales Alumni-Netzwerk. Als Alumni-Botschafter fungieren in der Berliner Abteilung u. a. Andreas Michalovcik und Mario Schäfer.